# 波特号驱逐舰 (DDG-78)
波特号驱逐舰（USS Porter (DDG-78)）是美国海军阿利·伯克级驱逐舰的第二十八艘，以美国海军上将戴维·波特父子和￼￼南北战争￼￼中的海军少将威廉·戴维·波特命名。
波特号驱逐舰于1996年12月2日在密西西比州帕斯卡古拉的英戈尔斯造船厂安放龙骨，1997年11月12日下水，1999年3月20日服役。
2015年，美國海軍為隸屬第六艦隊、部處在西班牙羅塔海軍基地的伯克級驅逐艦安裝海公羊飛彈取代方陣快炮作為近防系統，成為首批裝備該系統的本級艦。
2017年4月7日，波特號及羅斯號向敘利亞霍姆斯省的沙伊拉特空军基地發射59枚戰斧巡弋飛彈。這波打擊行動是美國針對4月4日敘利亞化學武器襲擊事件的回應，華府將這起化武攻擊歸咎於敘利亞總統巴沙爾·阿薩德領導的政府軍。